# 坂野真弥
坂野 真弥（ばんの まや、1996年8月22日 - ）は、日本の女優、元子役。岐阜県出身。A-LIGHT所属。

## 人物
子役時代はキリンプロに所属していた。血液型はA型。
子役時代の趣味・特技は、ピアノ、水泳、演技レッスン、笑顔、茶道、ヒップホップ、英会話、歌唱、絵を描くこと。
2007年に芸能界を引退したが、2024年発売の『爆竜戦隊アバレンジャー 20th 許されざるアバレ』で一時復帰を果たす。

## 出演

### テレビドラマ
- びっくりハンター〜運命の月曜日〜（2000年、テレビ朝日）
- ナースのお仕事4（2002年、フジテレビ） - 尾崎まりあ 役
- 土曜ワイド劇場（テレビ朝日）
  - タクシードライバーの推理日誌16「完全犯罪への抜け道 乗客の女子高生が殺された! 女弁護士が勝ち取った無罪に三重の殺意」（2002年） - 少女 役
  - おとり捜査官・北見志穂5「運転する死体? トンネル三重密室の謎 新宿袋詰め連続殺人!」（2002年） - 紺野絵里子（幼少期） 役
- 女と愛とミステリー（テレビ東京）
  - 文書鑑定人 白鳥あやめの事件ファイル 三万分の一の告発!（2002年） - 中島亜矢 役
  - 監察医・篠宮葉月 死体は語る - 仙道みゆき 役
    - 2「川辺の死体に索状痕」（2002年）
    - 3「団地の夫婦連続変死事件」（2003年）
- やんパパ 第2 - 7話（2002年、TBS） - さゆり 役
- 爆竜戦隊アバレンジャー（2003年 - 2004年、テレビ朝日） - 伯亜舞 役
- ホットマン2 第9話（2004年、TBS）
- 木曜スペシャル「家栽の人スペシャル」（2004年、TBS） - 古沢美香 役
- anego[アネゴ] 第2 - 7・10話（2005年、日本テレビ） - 沢木真琴 役
- はるか17 第5話（2005年、テレビ朝日） - 笠倉健の孫娘 役
- 月曜ミステリー劇場「灰の迷宮」（2006年、TBS） - 加納通子（幼少時） 役
- 翼の折れた天使たち（フジテレビ）
  - 第1夜「セレブ」（2006年） - 松岡メグミ 役
  - 第1夜「衝動」（2007年） - 女の子 役

### 映画
- ホ・ギ・ラ・ラ hogi-lala（2001年） - エヴィ 役
- 爆竜戦隊アバレンジャー DELUXE アバレサマーはキンキン中!（2003年、東映） - 伯亜舞 役
- 茶の味（2004年） - 春野幸子 役
- ナイスの森〜The First Contact〜（2005年） - ハタル少女 役
- シャーロットのおくりもの（2006年）
- ショートムービー「エホンノススメ」（2007年）

### オリジナルビデオ
- スーパー戦隊シリーズ - 伯亜舞 役
  - 爆竜戦隊アバレンジャーVSハリケンジャー（2004年）
  - 特捜戦隊デカレンジャーVSアバレンジャー（2005年）
  - 爆竜戦隊アバレンジャー 20th 許されざるアバレ（2024年）[1]

### 舞台
- 森下仁丹プレゼンツ第三水曜即興舞台2024「こんなはずじゃなかった。」〜第2戦・第3戦・第4戦・第5戦〜（2024年6月19日・7月17日・8月21日・9月18日、新宿バティオス）
- MNOP+S #1「始まりの門」（2024年6月21日 - 24日、Route Theater）
- 森下仁丹プレゼンツ第三水曜即興舞台2025「こんなはずじゃなかった。」〜開幕戦・第2戦・第3戦・第4戦〜（2025年5月21日・6月18日・7月16日・8月20日、SHIDAXカルチャーホール）